# بری براون (هنرپیشه)
بری براون (انگلیسی: Barry Brown; ۱۹ آوریل ۱۹۵۱ – ۲۵ ژوئن ۱۹۷۸) یک هنرپیشه اهل ایالات متحده آمریکا بود. وی بین سال‌های ۱۹۵۶ تا ۱۹۷۸ میلادی فعالیت می‌کرد.

## فیلم‌شناسی
از فیلم‌ها یا برنامه‌های تلویزیونی که وی در آن نقش داشته‌است می‌توان به پیرانا اشاره کرد.